# Maria Josepha von Sachsen (1731–1767)

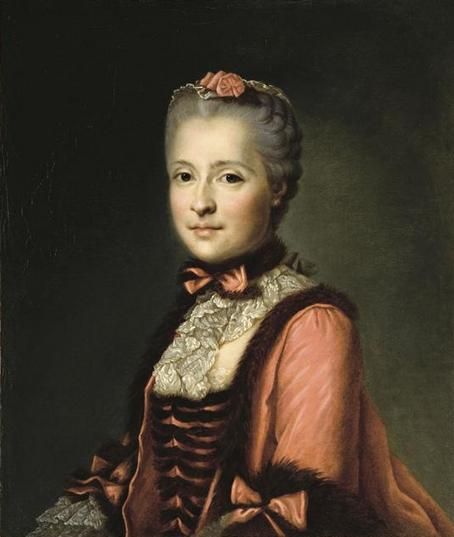
La Princesse Marie-Josèphe de Saxe (1731–1767), anonym (1767)

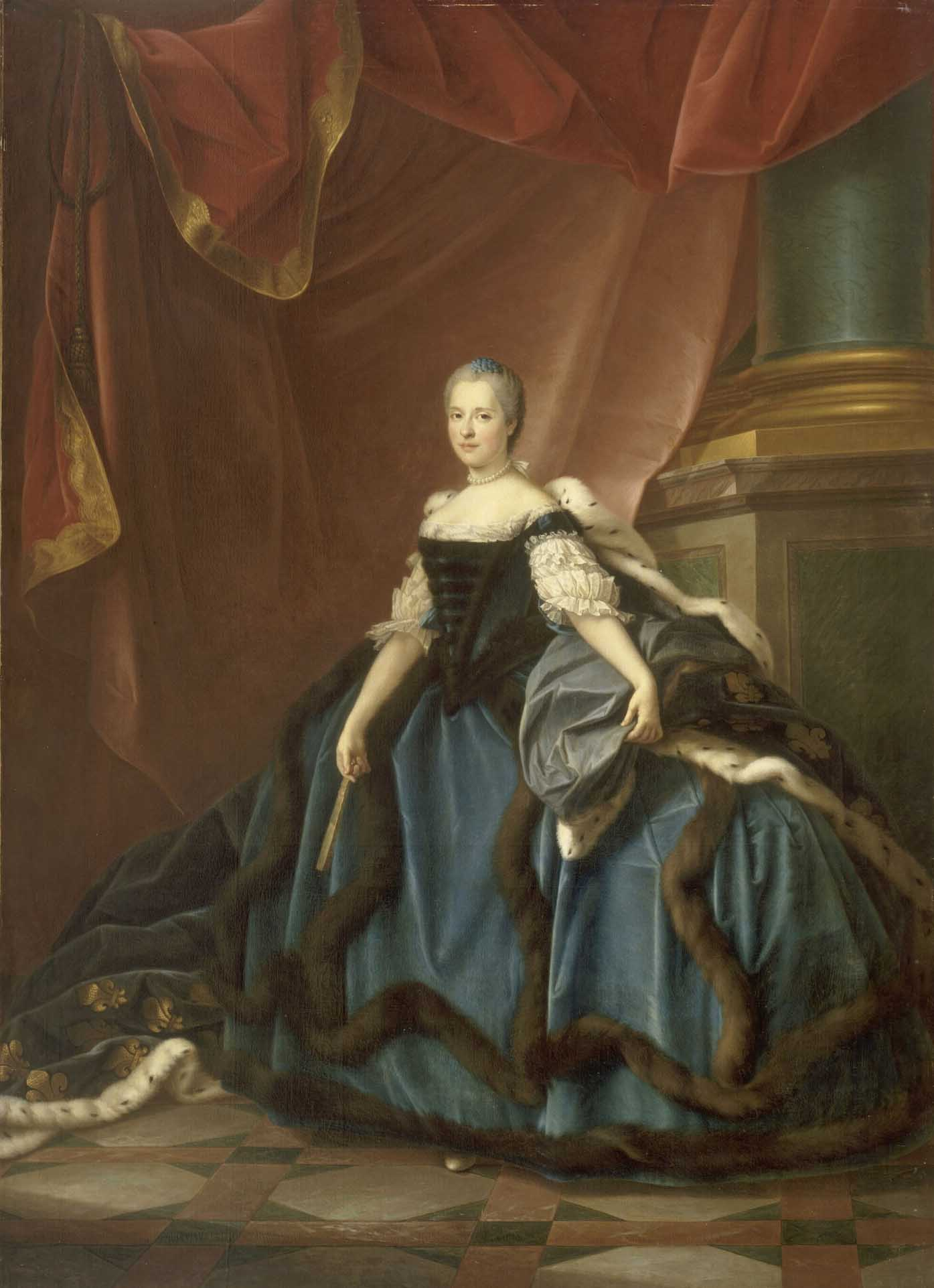
Maria Josepha, Dauphine von Frankreich, von Jean-Martial Frédou nach Jean-Marc Nattier

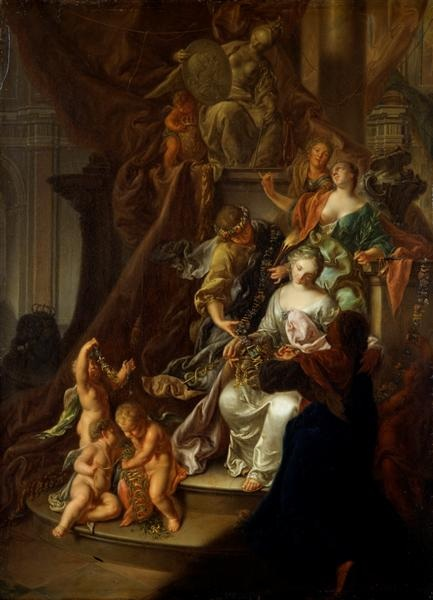
Allegorie auf die Hochzeit Maria Josephas mit dem Dauphin

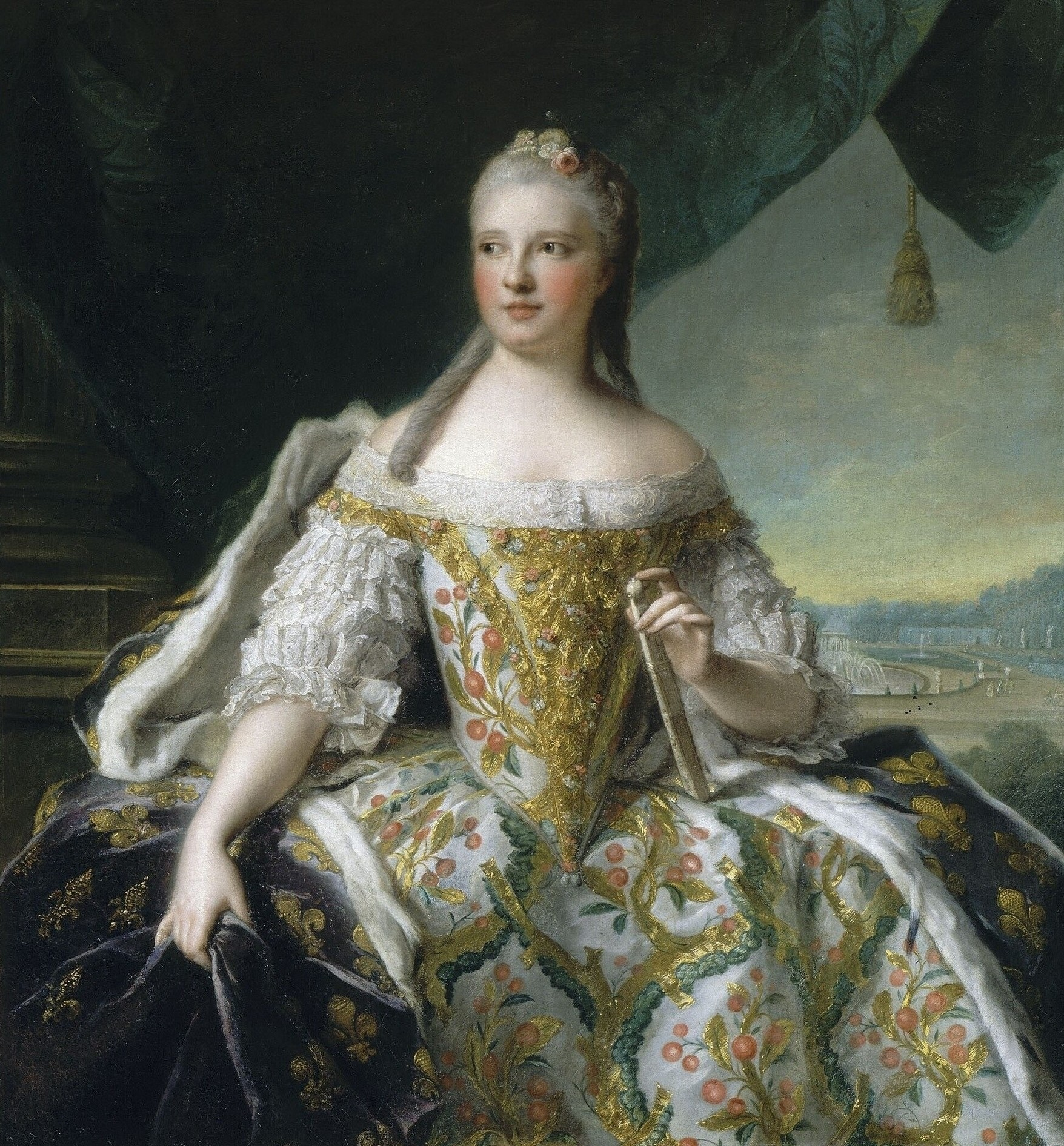
Maria Josepha von Sachsen als Dauphine von Frankreich – zu erkennen am Lilienmantel der französischen Königsfamilie

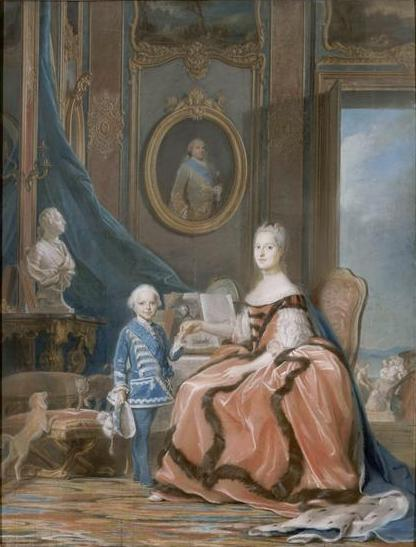
Maria Josepha mit ihrem ältesten Sohn Louis (1751–1761), Herzog von Burgund (1761)

Maria Josepha Karolina Eleonore Franziska Xaveria von Polen und Sachsen (* 4. November 1731 in Dresden; † 13. März 1767 in Versailles) war Prinzessin von Polen und  Sachsen aus dem Haus der albertinischen Wettiner und durch Heirat Kronprinzessin (Dauphine) von Frankreich.

## Leben
Maria Josepha war die Tochter von König August III. von Polen, der auch Kurfürst von Sachsen war und dessen Gemahlin Maria Josepha von Österreich. Insgesamt hatte sie 14 Geschwister, darunter den späteren Kurfürsten Friedrich Christian sowie den letzten Kurfürsten von Trier, Clemens Wenzeslaus von Sachsen.
Nachdem Maria Theresia Rafaela von Spanien, die erste Gattin von Louis Ferdinand de Bourbon, dauphin de Viennois, dem Sohn und Thronfolger König Ludwigs XV. von Frankreich, am 22. Juli 1746 nach der Geburt der einzigen Tochter des Paares gestorben war, suchte der französische König sofort nach einer neuen Gemahlin für den Dauphin. Wegen seiner starken Involvierung in den Österreichischen Erbfolgekrieg (1740–1748) bemühte sich Ludwig XV., über diese geplante Heirat einen militärischen Bündnispartner zu gewinnen; gleichzeitig hoffte er auf baldigen männlichen Nachwuchs des Dauphins, der bisher noch keinen Sohn gezeugt hatte, womit die dynastische Kontinuität der Bourbonen gefährdet war. Aufgrund seiner zahlreichen Kriegsgegner kamen für den französischen König bei der Brautschau nur die Höfe von Spanien, Piemont und Polen in Frage. Der bis zum Marschall von Frankreich aufgestiegene Moritz Graf von Sachsen schlug der einflussreichen Mätresse Madame de Pompadour erfolgreich seine Nichte Maria Josepha als zukünftige Gattin des Dauphins vor. Die Mätresse setzte sich sehr für die Wahl Maria Josephas ein. Schließlich war Ludwig XV. überzeugt, nachdem er am Hof in Dresden erkundet hatte, dass die als Braut in Aussicht genommene Prinzessin graziös, wenn auch nicht schön, und gut gebildet sei sowie bestens geeignet schien, zahlreiche Nachkommen zur Welt zu bringen. Der König musste nun viel Überredungskunst bei seiner Gattin Maria Leszczyńska aufwenden, da deren Vater Stanislaus I. Leszczyński einst von August dem Starken, dem Großvater Maria Josephas, als König Polens verdrängt worden war. Daher konnte der französischen Königin das geplante Heiratsprojekt nicht gefallen.
Schließlich waren alle Hindernisse beseitigt und der Herzog von Richelieu, ein Vertrauter Ludwigs XV., reiste nach Dresden, um die wohl vorbereitete 16-jährige Maria Josepha nach Frankreich zu geleiten. Der sächsischen Prinzessin war der Auftrag mit auf den Weg gegeben worden, dass sie der Madame de Pompadour ihre Dankbarkeit für deren Unterstützung bei dem Heiratsprojekt bezeugte. Am 9. Februar 1747 fand ihre Hochzeit mit dem Dauphin statt. Kurz danach musste sie viel Taktgefühl beweisen. Die Hofetikette verpflichtete sie, bei den anschließenden Feierlichkeiten ein Porträt ihres Vaters im Armband zu tragen. Dadurch musste sich die Königin aufgrund der oben erwähnten Entthronung ihres Vaters durch den Großvater der neuen Dauphine (Frau des Thronfolgers) verletzt fühlen. Als die Königin die Dauphine aufforderte, ihr das Porträt zu zeigen und dabei August III. von Polen zu sehen erwartete, war sie zugleich überrascht und sehr gerührt, als sie stattdessen in dem Bild ihren Vater Stanislaus erkannte. Seither waren Maria Leszczyńska und Maria Josepha gute Freundinnen.
Maria Josepha zeigte auch viel Verständnis und Geduld mit ihrem Gemahl, der sehr um seine verstorbene Gattin trauerte und seine neue Gemahlin zunächst kühl behandelte. Mit viel Einfühlungsvermögen und der Unterstützung ihrer Schwägerin Anne Henriette de Bourbon gelang es der Dauphine jedoch, ihren Gatten langsam für sich zu gewinnen und an seiner Seite eine glückliche Ehe zu führen. Sie weinte aufrichtig, als ihre Stieftochter, die aus der ersten Ehe ihres Gemahls stammte, schon mit zwei Jahren verschied.
Wie gefordert erwies sich die Dauphine auch gegenüber Madame de Pompadour als dankbar. Sie war ihr gegenüber stets liebenswürdig und bemühte sich um ein gutes Verhältnis mit der königlichen Mätresse. Sie wurde aber bei diesen Bemühungen aufgrund des Hasses ihres Gatten und ihrer Schwägerinnen auf die Mätresse behindert. Politisch hielt sie sich weitgehend zurück. Nur einmal 1762 setzte sie sich, allerdings vergeblich, für den Erhalt des Jesuitenordens in Frankreich ein. Der Orden wurde auf Betreiben einflussreicher Parlamentarier, Choiseuls und der Madame de Pompadour vom König aufgelöst. Ähnlich wie ihr Mann war auch Maria Josepha sehr fromm. Zusammen mit der Königin bildeten sie auf diesem Gebiet einen Gegenpol zu dem freizügigen, in ihren Augen unmoralischen Verhalten des übrigen Hofes mit dem König an der Spitze. Ludwig XV. hatte aber ein gutes Verhältnis und viel Vertrauen zu seiner Schwiegertochter.
Nach zwei Totgeburten wurde 1750 die Tochter Marie Zéphyrine geboren, die jedoch schon 1755 wieder starb. Der erste Sohn wurde am 15. September 1751 geboren und erhielt den Namen Louis Joseph Xavier. Ihm wurde der Titel eines Herzogs von Burgund verliehen. Diesen Titel hatte zuletzt der 1712 verstorbene Vater Ludwigs XV. getragen. Insgesamt hatte das Paar 11 Kinder, darunter drei zukünftige französische Könige. Ihre gemeinsame Vorliebe galt jedoch dem Herzog von Burgund, dessen Begabung früh zutage trat und der große Hoffnungen nicht nur bei seinen Eltern, sondern am gesamten französischen Hof hervorrief. Durch diese Bevorzugung wurden die jüngeren Söhne des Paares vernachlässigt, was sich später als großer Nachteil für die Könige Ludwig XVI., Ludwig XVIII. und Karl X. erweisen sollte. Der Herzog von Burgund starb am 22. März 1761 nach einem Unfall an Knochentuberkulose. Maria Josepha kam nie über den Verlust hinweg. Nachdem der 1753 geborene Herzog von Aquitanien bereits nach einem Jahr verstorben war, nahm nun der am 23. August 1754 geborene Louis Auguste, Herzog von Berry und künftige Ludwig XVI., die nach seinem Vater zweite Stelle in der französischen Thronfolge ein.
Der Tod ihres Mannes am 20. Dezember 1765 traf Maria Josepha hart. Selbst Ludwig XV. hatte Mitleid. Um ihr den Kummer zu ersparen, allein in den Gemächern ihrer ehelichen Wohnung verbleiben zu müssen, ließ er sie in die Appartements der 1764 verstorbenen Madame Pompadour einziehen. Dort besuchte er sie öfter und sie besprachen familiäre Probleme, wie die Hochzeit des neuen Dauphins. Maria Josepha war von der Hochzeit ihres nunmehr ältesten Sohnes mit der Erzherzogin Marie-Antoinette nicht sehr angetan und sie erreichte beim König 1766 einen Aufschub der Verhandlungen mit Wien. Allerdings verschlechterte sich ihr Gesundheitszustand immer mehr. Sie litt an der gleichen Krankheit wie ihr verstorbener Ehemann (Lungentuberkulose). Sie starb am 13. März 1767 und wurde in der Gruft in der Kathedrale von Sens beigesetzt. Die Heirat ihres Sohnes mit Marie-Antoinette wurde drei Jahre später im Frühjahr 1770 vollzogen.

## Nachkommen
- totgeborenes Kind (*/† 30. Januar 1748)
- totgeborenes Kind (*/† 10. Mai 1749)
- Marie Zéphyrine (* 26. August 1750; † 2. September 1755)
- Louis Joseph Xavier (* 13. September 1751; † 22. März 1761), Herzog von Burgund
- totgeborene Tochter (*/† 3. September 1752)
- Xavier Marie Joseph (* 8. September 1753; † 22. Februar 1754), Herzog von Aquitanien
- Ludwig XVI. (23.  August 1754 – 21. Januar 1793) ⚭  Marie-Antoinette (1755–1793)
- Ludwig XVIII. (17.  November 1755 – 16. September 1824) ⚭  Maria Josepha von Savoyen (1753–1810)
- Karl X. (9.  Oktober 1757 – 6. November 1836) ⚭ Maria Theresia von Savoyen (1756–1805)
- Clothilde (23.  September 1759 – 7. März 1802) ⚭ Karl Emanuel IV. von Sardinien-Piemont
- Elisabeth (3. Mai 1764 – 10. Mai 1794) blieb unverheiratet

## Vorfahren
| Ahnentafel Maria Josepha von Sachsen | Ahnentafel Maria Josepha von Sachsen                                                                | Ahnentafel Maria Josepha von Sachsen                                                            | Ahnentafel Maria Josepha von Sachsen                                                                          | Ahnentafel Maria Josepha von Sachsen                                                                          | Ahnentafel Maria Josepha von Sachsen                                                        | Ahnentafel Maria Josepha von Sachsen                                                                        | Ahnentafel Maria Josepha von Sachsen                                                                                | Ahnentafel Maria Josepha von Sachsen                                                                                |
| ------------------------------------ | --------------------------------------------------------------------------------------------------- | ----------------------------------------------------------------------------------------------- | --- | --- | ------------------------------------------------------------------------------------------- | --- | --- | --- |
| Ururgroßeltern                       | Kurfürst Johann Georg II. (1613–1680) ⚭ 1638 Magdalena Sibylle von Brandenburg-Bayreuth (1612–1687) | König Friedrich III. (1609–1670) ⚭ 1643 Sophie Amalie von Braunschweig-Calenberg (1628–1685)    | Erdmann August von Brandenburg-Bayreuth (1615–1651) ⚭ 1641 Sophie von Brandenburg-Ansbach (1614–1646)         | Herzog Eberhard III. (1614–1674) ⚭ 1637 Anna Katharina Dorothea von Salm-Kyrburg (1614–1655)                  | Kaiser Ferdinand III. (1608–1657) ⚭ 1631 Maria Anna von Spanien (1606–1646)                 | Kurfürst Philipp Wilhelm von der Pfalz (1615–1690) ⚭ 1653 Elisabeth Amalia von Hessen-Darmstadt (1635–1709) | Herzog Georg (1582–1641) ⚭ 1617 Anna Eleonore von Hessen-Darmstadt (1601–1659)                                      | Eduard von der Pfalz (1625–1663) ⚭ 1645 Anna Gonzaga (1616–1684)                                                    |
| Urgroßeltern                         | Kurfürst Johann Georg III. (1647–1691) ⚭ 1666 Anna Sophie von Dänemark und Norwegen (1647–1717)     | Kurfürst Johann Georg III. (1647–1691) ⚭ 1666 Anna Sophie von Dänemark und Norwegen (1647–1717) | Markgraf Christian Ernst von Brandenburg-Bayreuth (1644–1712) ⚭ 1671 Sophie Luise von Württemberg (1642–1702) | Markgraf Christian Ernst von Brandenburg-Bayreuth (1644–1712) ⚭ 1671 Sophie Luise von Württemberg (1642–1702) | Kaiser Leopold I. (1640–1705) ⚭ 1676 Eleonore Magdalene von der Pfalz (1655–1720)           | Kaiser Leopold I. (1640–1705) ⚭ 1676 Eleonore Magdalene von der Pfalz (1655–1720)                           | Herzog Johann Friedrich von Braunschweig-Calenberg (1625–1679) ⚭ 1668 Benedicta Henriette von der Pfalz (1652–1730) | Herzog Johann Friedrich von Braunschweig-Calenberg (1625–1679) ⚭ 1668 Benedicta Henriette von der Pfalz (1652–1730) |
| Großeltern                           | König August II. (1670–1733) ⚭ 1693 Christiane Eberhardine von Brandenburg-Bayreuth (1671–1727)     | König August II. (1670–1733) ⚭ 1693 Christiane Eberhardine von Brandenburg-Bayreuth (1671–1727) | König August II. (1670–1733) ⚭ 1693 Christiane Eberhardine von Brandenburg-Bayreuth (1671–1727)               | König August II. (1670–1733) ⚭ 1693 Christiane Eberhardine von Brandenburg-Bayreuth (1671–1727)               | Kaiser Joseph I. (1678–1711) ⚭ 1699 Wilhelmine Amalie von Braunschweig-Lüneburg (1673–1742) | Kaiser Joseph I. (1678–1711) ⚭ 1699 Wilhelmine Amalie von Braunschweig-Lüneburg (1673–1742)                 | Kaiser Joseph I. (1678–1711) ⚭ 1699 Wilhelmine Amalie von Braunschweig-Lüneburg (1673–1742)                         | Kaiser Joseph I. (1678–1711) ⚭ 1699 Wilhelmine Amalie von Braunschweig-Lüneburg (1673–1742)                         |
| Eltern                               | König August III. (1696–1763) ⚭ 1719 Maria Josepha von Österreich (1699–1757)                       | König August III. (1696–1763) ⚭ 1719 Maria Josepha von Österreich (1699–1757)                   | König August III. (1696–1763) ⚭ 1719 Maria Josepha von Österreich (1699–1757)                                 | König August III. (1696–1763) ⚭ 1719 Maria Josepha von Österreich (1699–1757)                                 | König August III. (1696–1763) ⚭ 1719 Maria Josepha von Österreich (1699–1757)               | König August III. (1696–1763) ⚭ 1719 Maria Josepha von Österreich (1699–1757)                               | König August III. (1696–1763) ⚭ 1719 Maria Josepha von Österreich (1699–1757)                                       | König August III. (1696–1763) ⚭ 1719 Maria Josepha von Österreich (1699–1757)                                       |
| Maria Josepha von Sachsen            | |                                                                                                 | | |                                                                                             | | | |